# Université nationale du Gyeonsang
Pour les articles homonymes, voir GNU (homonymie).
L'université nationale de Gyeongsang (en hangul : 경상대학교 ; Gyeongsang National University ou GNU) est une université nationale de Corée du Sud située à Jinju dans le Gyeongsang du Sud. Elle est l'une des 10 universités nationales de premier rang du pays. 

## Composantes

### Faculté de premier cycle
- Faculté de sciences humaines
- Faculté de sciences sociales
- Faculté de droit
- Faculté de pédagogie
- Faculté d'administration des entreprises
- Faculté des sciences de la nature
- Faculté des sciences de l'agriculture et du vivant
- Faculté d'ingénierie
- Faculté de formation des infirmières
- Faculté de médecine
- Faculté de médecine vétérinaire
- Faculté de sciences maritimes

### Faculté de cycle supérieur
- Faculté de sciences humaines et sociales
- Faculté de sciences de la nature
- Faculté d'ingénierie
- Faculté de médecine
- Faculté d'arts et de sport